# Ate de Jong
Ate de Jong (Aardenburg, 1953) is een Nederlandse filmregisseur en filmproducent.

## Loopbaan
Ate de Jong regisseerde de films Drop Dead Fred, Highway to Hell en In de schaduw van de overwinning. In 1987 regisseerde hij ook een aflevering van de Amerikaanse politieserie Miami Vice.
In 1998 richtte hij met Jeroen Krabbé en Edwin de Vries de productiemaatschappij Mulholland Pictures op. De Jong was co-producent van de films Left Luggage, Enigma, The Discovery of Heaven en Zomerhitte.
Eind 2012 regisseerde De Jong Het Bombardement. In 2016 publiceerde De Jong het boek De stalen madonna (ISBN 978-90-443-4796-8), voor een deel gebaseerd op zijn persoonlijke ervaringen in Hollywood.

## Filmografie
- Alle dagen feest (1976)
- Blindgangers (1977)
- Dag Dokter (1978)
- Bekende gezichten, gemengde gevoelens (1980)
- Een vlucht regenwulpen (1981)
- Brandende liefde (1983)
- In de schaduw van de overwinning (1986)
- Drop Dead Fred (1991)
- Highway to Hell (1992)
- All Men Are Mortal (1995)
- Wenn ich nicht mehr lebe (1996)
- Wenn der Präsident 2x klingelt (1997)
- Fogbound (2002)
- Ek lief jou (2011)
- Het bombardement (2012)
- Deadly Virtues: Love.Honour.Obey (2014)
- Love is thicker than water (2016)